# كوشكي السفلي (أشترينان)
کوشکي السفلی (بالفارسية: کوشکی سفلی) هي مستوطنة تقع في إيران في قسم أشترینان الريفي. يقدر عدد سكانها بـ 368 نسمة .